# Sociální kapitál
Sociální (též společenský) kapitál je podle svého autora Pierra Bourdieuho souhrn zdrojů, které může určitá osoba využít, protože se zná s jinými lidmi. Je to souhrn užitečných sociálních kontaktů, styků a známostí. Jeho objem je dán jako součet objemu finančního, kulturního i sociálního kapitálu těchto známostí, nakolik je daná osoba může mobilizovat ke svému prospěchu.
Pojem byl popularizován Robertem Putnamem v jeho pracích, týkajících se Itálie a USA. Ten ho definoval jako:
| „                                                                      | Rysy společenské organizace, např. sítě, normy a důvěra, které zajišťují koordinaci a spolupráci, vedoucí ke společnému prospěchu. | “ |
| — R. Putnam, ‘The prosperous community’; a R. Putnam, ‘Bowling alone’. | |   |

Podle Putnama zahrnuje sociální kapitál vzájemnost, zajišťuje tok informací, vedoucí k vzájemnému prospěchu a důvěře. Putnam také tvrdí, že lokalizované normy, vytvořené vzájemnou spoluprací, mají tendenci přenášet úspěch také na následující generace.
Pojem je ale nadále vágně definován. Zahrnuje různé složky, jako rodinu, tradice, vzdělání, neformální autoritu, solidaritu, kolektivní odpovědnost, účast v občanských sdruženích, regionální, národní a etnickou identitu a vazby. Jedinou podmínkou je pozitivní vazba na ekonomický vývoj a zejména ekonomický růst.

## Limity pojetí
Koncept sociálního kapitálu má podle Mohana a Stokka (2000) určité limity. Ty spočívají především v uvažování bezproblémových vztahů v lokální komunitě. Opomíjeny jsou tak konfliktnější pojmy, jako moc, třída, gender nebo etnicita. Problémem je také nejasná možnost provádění politik, které by vedly k posílení sociálního kapitálu.
Kromě Putnamova populárního přístupu k sociálnímu kapitálu se v sociologii používají i užší a konkrétnější operacionalizace tohoto Bourdieuho konceptu, které nespočívají na idealizici komunitních vztahů a umožňují přesné vyjádření a měření.

## Historie pojmu
Jako nový pojem se termín "sociální kapitál" objevil již v roce 1916. Použil jej Lyda J. Hanifan v článku The Rural School Community Center ve snaze zdůraznit význam vstřícné a přátelské pospolitosti pro úspěšné vzdělávání dětí. Další zmínky o sociálním kapitálu se znovu objevují až v padesátých letech minulého století (Seely, Sin, Loosey 1956, Bonfield 1958).
Sociologové Pierre Bourdieu, James Samuel Coleman a Robert Putnam jsou považováni za otce zakladatele současného konceptu sociálního kapitálu (Pileček 2010).
Systémový rozvoj pojmu „sociální kapitál“ v sociologii je spjat s P. Bourdieu (1980). Pro Bourdieura představuje sociální kapitál „množinu skutečných nebo potenciálních zdrojů, kterou nabývá jednotlivec nebo skupina díky trvalé síti více či méně institucionalizovaných vztahů založených na vzájemné obeznámenosti a uznání.“ P. Bourdieu naznačuje, že ti, kteří disponují velkou sítí institucionalizovaných vztahů si nechávají výhody plynoucí ze sociální kapitálu pro sebe, svou rodinu a blízké kruhy.
Další krystalizaci pojmu sociální kapitál určil americký sociolog J. S. Coleman. J. Coleman chápe sociální kapitál jako atribut sítě vztahů, reciprocity a důvěry. Racionální jednotlivec se soustředí na svůj vlastní zájem, dosažení jeho cílů mu sociální kapitál ulehčuje. Sociální kapitál nabývá i ne zcela sobeckým jednáním, například laskavostmi pro jiné aktéry, u nichž předpokládá, že mu budou oplaceny.
Třetí, R. Putnam chápe sociální kapitál jako četnost neformálních kontaktů fungujících na základě reciprocity a důvěry na makrosociální úrovni. Podle R. Putnama je sociální kapitál esenciální pro budování a udržení demokracie. R. Putnam také ve své práci „Bowling Alone: The Collapse and Revival of American Community“ tvrdé, že sociální kapitál ve Spojených státech ubývá. Demonstroval to na příkladu sníženého počtu účastníků turnajů bowlingových lig a naproti tomu nárůstu počtu samostatných hráčů bowlingu.

## Typologie a formy
Různé přístupy ve vnímání pojmu sociální kapitál nám umožňují určit typologii forem sociálního kapitálu.

### Individuální a kolektivní sociální kapitál
Rozdíl mezi těmito pojmy můžeme určit pomocí otázky, komu sociální kapitál přináší zisk. Pokud je odpovědí jedinec nebo uzavřená skupina, jedná se o sociální kapitál individuální. Hlavním představitelem tohoto pohledu byl Pierre Bourdieu, který tvrdil, že sociální kapitál, je využíván jedinci k vlastnímu prospěchu hmotnému či nehmotnému za pomoci interakcí mezi lidmi. Přináší-li sociální kapitál zisk společnosti jako celku, jde o kapitál kolektivní a je vnímán svými představiteli jako atribut společnosti.
Individuální sociální kapitál se dá dále dělit na mobilizační, který se vyznačuje vysokou aktivací sociálních sítí za účelem zisku, a interakční, jenž klade důraz především na intenzitu samotných společenských interakcí.
Kolektivní sociální kapitál je Robertem Putnamem rozlišován na dva typy, lišící se druhy sociálních sítí. Jedná se o sociální kapitály svazující a přemosťující.
Svazující sociální kapitál vystihuje vztahy v rámci úzké komunity, například rodiny či etnika. Putnam ho přirovnává k „superlepidlu“, které upevňuje jednotu v komunitě. Tento sociální kapitál je také nazývaný defenzivním, neboť pomáhá skupině bránit se před negativními vlivy z jejího okolí. V kontrastu se svazujícím sociálním kapitálem stojí ofenzivní přemosťující sociální kapitál. Jedná se o sociální kapitál, který spojuje lidi mezi jednotlivými sociálními skupinami vazbami, které jsou slabší, než v případě kapitálu svazujícího. Tyto vazby fungují jako mosty, odtud název tohoto typu. Příkladem je obchodní partnerství. Přemosťující sociální kapitál napomáhá šíření informací a dosahování společných zájmů, je tedy obecně považován za společensky prospěšný. Pro tento sociální kapitál zvolil Putnam přirovnání k mazadlu WD-40.
Putnamovy sociální kapitály dále doplnil Michael Woolcock sociálním kapitálem spojujícím, aby vyjádřil vztahy mezi jedinci patřícími do různých sociálních vrstev. Zatímco první dva zmiňované typy jsou převážně horizontální, spojující sociální kapitál je vertikální, tedy umožňuje lidem komunikovat s politickými a ekonomickými institucemi.

### Strukturální a kognitivní sociální kapitál
Dle Normana Uphoffa by se měly rozlišovat dvě vzájemně propojené formy sociálního kapitálu. První je strukturální sociální kapitál, pro který jsou zdrojem především formální pravidla, role, procedury či tradice. Druhý, kognitivní sociální kapitál, je naopak výsledkem mentálních procesů a zakládá se především na normách a morálních hodnotách, které nejsou nikde psané.
Spojením těchto dvou dimenzí vzniká prostor ke kooperativnímu kolektivnímu jednání.

## Metodologie měření
V poslední dekádě se stal výzkum sociálního kapitálu natolik dynamicky se rozvíjející oblastí, že i metodologie měření je velmi různorodá a nepřehledná.

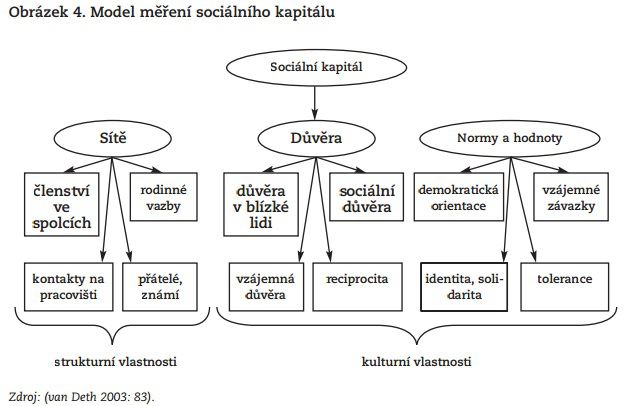

Sociální kapitál se v podstatě skládá ze dvou odlišných částí (Paxton 1999). První ukazuje na to, jak jsou jedinci v sociálním prostoru navzájem spojeni. Tu P. Paxtonová měří ve dvou dimenzích: čas strávený se sousedy nebo přáteli a členství v dobrovolných organizacích. Druhou složkou je příznačná podoba vazeb, protože vazby mezi lidmi musí mít určité kvality jako vzájemnost, důvěryhodnost a musí způsobovat pozitivní emoce. Autorka tuto dimenzi analyzuje jako dva typy důvěry v druhé lidi a instituce. Důvěra však není složka sociálního kapitálu, která jej bezprostředně vytváří. Sama spíše představuje výsledek jiných procesů. Li, Pickles a Savage proto navrhli model, který bere důvěru jako důsledek působení sociálního kapitálu. Ten člení do tří dimenzí, které pro člověka mají rozdílné efekty: vztah k sousedské komunitě, sociální sítě a občanská participace (Li, Pickles, Savage 2003). 
Ukazatele měření sociálního kapitálu existují ve dvou základních podobách: postoj (důvěra, hodnocení kvality sociálního života atd.) a jednání (např. členství v organizaci). Většinou se používají oba typy současně, čímž se měří kognitivní a strukturní aspekty. Jan van Deth (2003) uvádí tři hlavní oblasti měření: sítě odpovídající strukturnímu zornému úhlu a důvěra, normy a hodnoty spjaté s kulturním hlediskem. Ukazatele jsou však omezené tím, jak vznikala data, ze kterých jsou konstruována.